# Francesca Lebrun
Francesca Lebrun   (Mannheim, 24 de març de 1756 - Berlín, 14 de maig de 1791) fou una soprano i compositora alemanya.
Nascuda Franziska Dorothea Danzi. El seu pare era el violoncel·lista italià Innocenz Danzi i el seu germà menor era el compositor i violoncel·lista Franz Danzi (1763-1826). Estava dotada d'una magnifica veu, tant en claredat com en extensió, i als disset anys ja va cantar en l'Òpera de Mannheim. Va ser reconeguda per la seva destresa vocal i molt sol·licitada per notables contemporanis, com Anton Schweitzer, Ignaz Holzbauer i Antonio Salieri, per als papers principals en els seus opus més potents.
Va rebre la seva formació musical a l’anomenada escola de Mannheim i començà la seva carrera el 1772 debutant a la cort de l'elector Carles II Teodor de Baviera, com Sandrina a La contadina in corte, d'Antonio Sacchini. També va aparèixer en públic per primera vegada com a compositora a Londres. El 1780 i el 1782 es van imprimir les dues sèries de sis sonates cadascuna per a piano i violí acompanyant, Op. 1 i Op. 2. Franziska Lebrun i la seva cunyada Margarethe Danzi (nascuda Marchand), van ser les úniques compositores femenines de l'orquestra de la cort de l'elector Carles II Teodor.
Casada amb el compositor i oboista de la cort de Mannheim, Ludwig August Lebrun, junts van fer gires de concerts extensos. Viatjà per Itàlia fent-se sentir a Milà amb l'òpera de Salieri L'Europa riconosciuta, l'agost de l'any 1778, en l'obertura de La Scala. Pels anys 1781/83 aconseguí grans èxits a Londres. Aquests es repetiren a Viena i Praga (1785), Nàpols (1786-1787) i Berlín (1789-1790), i Venècia. El 1788 i el 1789 cantà a Múnic Idomeneo, de Mozart, Armida, d'Alessio Prati, i Kastor und Pollux, de Georg Joseph Vogler.